# Nicoleta Dascălu
Nicoleta-Cătălina Dascălu (n. 19 decembrie 1995, Pitești, România) este o jucătoare profesionistă de tenis din România.

## Carieră
Dascălu preferă terenurile hard și joacă mai ales turnee la Circuitul feminin ITF, unde a câștigat deja patru titluri la simplu și două la dublu.

## Finale în circuitul ITF

### Individual:  7 (4–3)
| Legendă                    |
| -------------------------- |
| Turnee 100.000 $           |
| Turnee 75.000 $ / 80.000 $ |
| Turnee 50.000 $ / 60.000 $ |
| Turnee 25.000 $            |
| Turnee 15.000 $            |
| Turnee 10.000 $            |

| Rezultat     | No. | Data              | Turneu             | Suprafață | Adversar în finală      | Scorul în finală   |
| Finalistă    | 1.  | 1 iunie 2014      | Sibiu, România     | Zgură     | Patricia Maria Țig      | 2-6, 4-6           |
| Câștigătoare | 1.  | 4 august 2014     | Arad, România      | Zgură     | Diana Enache            | 6–3, 6–3           |
| Câștigătoare | 2.  | 3 mai 2015        | Antalya, Turcia    | Hard      | Camila Fuentes          | 6–4, 6–4           |
| Finalistă    | 2.  | 20 iulie 2015     | Târgu Jiu, România | Zgură     | Ioana Loredana Roșca    | 2–6, 6–4, 3–6      |
| Finalistă    | 3.  | 5 October 2015    | Antalia, Turcia    | Hard      | Aryna Sabalenka         | 4–6, 7–6(7–4), 5–7 |
| Câștigătoare | 3.  | 8 iulie 2017      | Focșani, România   | Zgură     | Alexandra Perper        | 6–2, 6–2           |
| Câștigătoare | 4.  | 12 noiembrie 2017 | Antalia, Turcia    | Zgură     | Carolina Meligeni Alves | 7–5, 6–3           |

| Legendă                    |
| -------------------------- |
| Turnee 100.000 $           |
| Turnee 75.000 $ / 80.000 $ |
| Turnee 50.000 $ / 60.000 $ |
| Turnee 25.000 $            |
| Turnee 15.000 $            |
| Turnee 10.000 $            |

| Rezultat     | No. | Data              | Turneu                    | Suprafață | Parteneră               | Adversari                         | Scor             |
| ------------ | --- | ----------------- | ------------------------- | --------- | ----------------------- | --------------------------------- | ---------------- |
| Finalistă    | 1.  | 24 februarie 2014 | Antalia, Turcia           | Hard      | Raluca Georgiana Șerban | Li Yihong Zhu Lin                 | 6–3, 3–6, [3–10] |
| Finalistă    | 2.  | 20 iulie 2014     | Galați, Romania           | Hard      | Cristina Ene            | Ekaterina Lavrikova Alessia Piran | 5-7, 6-1, [4-10] |
| Finalistă    | 3.  | 14 februarie 2015 | Port El Kantaoui, Tunisia | Hard      | Julia Stamatova         | Ilze Hattingh Michelle Sammons    | 5–7, 3–6         |
| Câștigătoare | 1.  | 3 mai 2015        | Antalia, Turcia           | Hard      | Andreea Ghițescu        | Camila Fuentes Müge Topsel        | 6–3, 6–1         |
| Finalistă    | 4.  | 10 mai 2015       | Antalia, Turcia           | Hard      | Camilla Rosatello       | Anita Husarić Alyona Sotnikova    | 1–6, 2–6         |
| Câștigătoare | 2.  | 5 octobmbrie 2015 | Antalia, Turcia           | Hard      | Andreea Ghițescu        | Anna Bondár Rebeka Stolmár        | 6-4, 3-6, [10-5] |
| Finalistă    | 5.  | 30 aprilie 2017   | Pula, Italia              | Zgură     | Sara Cakarevic          | Irina Maria Bara Tereza Mrdeža    | 4–6, 2–6         |
| Finalistă    | 6.  | 5 august 2017     | Bad Saulgau, Germania     | Zgură     | Cristina Dinu           | Anna Kalinskaya İpek Soylu        | 2–6, 2–6         |

|  | Acest articol biografic despre un jucător de tenis este un ciot. Puteți ajuta Wikipedia prin completarea lui! |

|  | Acest articol biografic despre un român este un ciot. Puteți ajuta Wikipedia prin completarea lui! |